# Ichneumon labyrinthellae
Ichneumon labyrinthellae är en stekelart som beskrevs av Clas Bjerkander 1790.
Ichneumon labyrinthellae ingår i släktet Ichneumon och familjen finglanssteklar. Inga underarter finns listade i Catalogue of Life.